# Joachim Pradel
Joachim Pradel (* 1950 in Lübeck) ist ein deutscher Richter.

## Leben
Pradel studierte Rechtswissenschaft an der Universität Hamburg und absolvierte ebenfalls in Hamburg sein Rechtsreferendariat. 1977 wurde er zum Regierungsrat in der Hamburger Verwaltung ernannt und 1979 zum Richter am Verwaltungsgericht Hamburg. 1991 erhielt er eine Stelle als Richter am Oberverwaltungsgericht Hamburg. Am Oberverwaltungsgericht war von 1994 bis 1997 auch der Pressesprecher der Hamburger Verwaltungsgerichte.
Pradel wechselte 1997 zurück in die Verwaltung. Er war stellvertretender Leiter des Justizamtes in Hamburg und dabei für die Abteilung Verfassungs-, Staats- und Verwaltungsrecht zuständig. 2003 wurde er zum Vorsitzenden Richter am Hamburger Oberverwaltungsgericht ernannt. 2009 erfolgte seine Wahl zum vertretenden Mitglied des Hamburgischen Verfassungsgerichts. Am 9. Mai 2012 wurde er auf Vorschlag des Senats der Freien und Hansestadt Hamburg von der Hamburgischen Bürgerschaft zum Präsidenten des Gerichts gewählt. Er hatte das Amt bis März 2016 inne. Der Vorschlag ging auf die SPD Hamburg zurück. Der sich 2012 ebenfalls um das Amt des Präsidenten bewerbende Friedrich-Joachim Mehmel wurde sein Nachfolger im Präsidentenamt. Dies blieb jedoch – ebenso wie staatsanwaltschaftliche Ermittlungen – erfolglos.
Pradel ist Mitglied der SPD und war Mitglied der SPD-internen Untersuchungskommission, die 2007 den Diebstahl von etwa 1000 Briefwahlstimmen bei der informellen Mitgliederbefragung in Hamburg zur SPD-Spitzenkandidatur 2008 aufklären sollte.